# Green Beans and Almonds
Green Beans and Almonds é um EP da banda canadense de punk rock Gob. Lançado em 1995 pela gravadora Landspeed Records.

## Faixas
| N.º | Título                       | Duração |  |
| 1.  | "Stand and Deliver"          | 1:36    |  |
| 2.  | "I Don't Want You Back Baby" | 0:58    |  |
| 3.  | "Extra Extra"                | 2:03    |  |
| 4.  | "I Want You Back Baby"       | 1:12    |  |

A capa tem como modelo o ator americano Lou Ferrigno, famoso por interpretar o Hulk na série The Incredible Hulk.

## Equipe
Gob
- Tom Thacker - guitarra, vocal
- Theo Goutzinakis - guitarra, vocal
- Patrick "Wolfman Pat" Paszana - bateria
- Jamie Fawkes - baixo

Produção
- Adam Drake - mixagem